# Domenico Beneventi

Bischofswappen von Domenico Beneventi

Domenico Beneventi (* 18. Februar 1974 in Castelmezzano) ist ein italienischer römisch-katholischer Geistlicher und Bischof von San Marino-Montefeltro.

## Leben
Domenico Beneventi studierte Philosophie und Theologie am Regionalseminar der Basilikata. Am 3. Juli 1999 empfing er das Sakrament der Priesterweihe für das Erzbistum Acerenza.
Neben verschiedenen Aufgaben in der Pfarrseelsorge war er von 2000 bis 2023 Leiter des diözesanen Jugendseelsorgeamts. Von 2004 bis 2007 war er zudem Religionslehrer an einer Oberschule in Potenza und von 2008 bis 2013 Mitarbeiter des Jugendseelsorgeamts und ab 2019 Mitarbeiter des Amts für die soziale Kommunikation der italienischen Bischofskonferenz. Ab 2013 lehrte er als ordentlicher Dozent für Pastoraltheologie, Katechetik und Pädagoguk am Istituto Teologico di Basilicata. Nach weiteren Studien an der Päpstlichen Lateranuniversität erwarb er 2016 das Lizenziat und wurde 2018 in Pastoraltheologie promoviert. Ab 2021 leitete er das katechetische Diözesanamt. Er gehört dem Säkularinstitut der Missionspriester des Königtums Christi an und war kirchlicher Assistent verschiedener Institutionen wie der Katholischen Aktion.
Papst Franziskus ernannte ihn am 3. Februar 2024 zum Bischof von San Marino-Montefeltro. Der Erzbischof von Acerenza, Francesco Sirufo, spendete ihm am 20. April desselben Jahres in der Kathedrale von Acerenza die Bischofsweihe. Mitkonsekratoren waren sein Amtsvorgänger als Bischof von San Marino-Montefeltro, Andrea Turazzi, der Bischof von Rieti, Vito Piccinonna, der Erzbischof von Fermo, Rocco Pennacchio und der Bischof von Rimini, Nicolò Anselmi. Die Amtseinführung im Bistum San Marino-Montefeltro fand am 18. Mai 2024 statt.